# Angerdshestra landskommun
Angerdshestra landskommun var en tidigare kommun i Jönköpings län.

## Administrativ historik
När 1862 års kommunalförordningar trädde i kraft den 1 januari 1863 inrättades i Sverige cirka 2 400 landskommuner samt 89 städer och ett mindre antal köpingar.
Då inrättades i Angerdshestra socken i Mo härad i Småland denna kommun. Vid kommunreformen 1952 uppgick denna landskommun i Norra Mo landskommun som 1971 uppgick i Jönköpings kommun.